# A föld és népei
A föld és népei egy századfordulón kiadott nagy terjedelmű földrajztudományi díszmű.

## Jellemzői
A György Aladár által szerkesztett 5 kötetes munka a Franklin Társulat Magyar Irodalmi Intézet és Könyvnyomda Rt., illetve Méhner Vilmos gondozásában került Budapesten kiadásra 1879 és 1881, majd 1904 és 1906 között. A népszerű ismeretterjesztő stílusban megírt alkotás a Föld korabeli képét mutatja be mintegy 3000 nyomtatott oldal terjedelemben, fényezett papíron, gazdag illusztrációs anyaggal, különösen díszes borítóba kötve. A műnek reprint kiadása nincs, elektronikusan a Magyar Elektronikus Könyvtár honlapjáról érhető el:  Archiválva 2019. augusztus 8-i dátummal a Wayback Machine-ben, illetve az 5. kötet az Archive.org-ról .

## Kötetbeosztása
Kötetbeosztása a következő volt:
- Amerika a földrajzi és népismei leírása. 350, a szöveg közé nyomott rajzzal és 18 melléklettel, 1904
- Afrika földrajzi és népismei leírása, 1904
- Ausztrália és Ázsia földrajzi és népismei leírása. 12 színes melléklettel, 8 térképpel, 14 térképmelléklettel és 324, a szöveg közé nyomott rajzzal. 3., átdolgozott kiadás, 1905?
- Európa földrajzi és népismei leírása. 8 színes melléklettel, 12 egész lapnyi rajzmelléklettel és 303, a szöveg közé nyomott rajzzal, 1906
- Magyarország földrajzi és népismei leírása. 13 színes melléklettel, 1 térképpel, 19 egész lapnyi rajzmelléklettel és 419, a szöveg közé nyomott rajzzal, 1905